# Conavalla
Conavalla (en irlandais : Ceann an Bhealaigh, littéralement « sommet de la route ») est le neuvième plus haut sommet des montagnes de Wicklow, avec 734 mètres d'altitude, en Irlande.